# اوبلیک سویل
اوبلیک سویل (انگلیسی: Oblique Seville؛ زادهٔ ۱۶ مارس ۲۰۰۱) دونده سرعت اهل جامائیکا است.